# Aston Martin AMR23
De Aston Martin AMR23 is een Formule 1-auto die gebruikt werd door het Formule 1-team van Aston Martin in het seizoen 2023. De auto is de opvolger van de Aston Martin AMR22. De AMR23 rijdt met een motor van Mercedes en werd onthuld op 13 februari 2023 in Silverstone.De AMR23 zal worden bestuurd door Fernando Alonso die aan zijn eerste seizoen voor Aston Martin gaat beginnen en Lance Stroll die voor het derde seizoen op rij voor het team rijdt.

## Resultaten
| Kleur  | Resultaat                       |
| ------ | ------------------------------- |
| Goud   | Winnaar                         |
| Zilver | Tweede plaats                   |
| Brons  | Derde plaats                    |
| Groen  | Gefinisht (punten behaald)      |
| Blauw  | Gefinisht (geen punten behaald) |
| Blauw  | Niet geklasseerd (NC)           |
| Paars  | Uitgevallen (DNF)               |
| Rood   | Niet gekwalificeerd (DNQ)       |

| Kleur   | Resultaat                              |
| ------- | -------------------------------------- |
| Zwart   | Gediskwalificeerd (DSQ)                |
| Wit     | Niet gestart (DNS)                     |
| Blanco  | Gewond (INJ)                           |
| Blanco  | Uitgesloten (EX)                       |
| Blanco  | Teruggetrokken (WD) / Niet deelgenomen |
| 1, 2, 3 | Sprint positie (punten behaald)        |
| P       | Poleposition                           |
| S       | Snelste ronde                          |

| Jaar | Chassis en banden | Motor                             | Coureurs        | 1   | 2   | 3   | 4   | 5   | 6   | 7   | 8   | 9   | 10  | 11  | 12  | 13  | 14  | 15  | 16  | 17  | 18  | 19  | 20  | 21  | 22  | Punten | WK-plaats |
| ---- | ----------------- | --------------------------------- | --------------- | --- | --- | --- | --- | --- | --- | --- | --- | --- | --- | --- | --- | --- | --- | --- | --- | --- | --- | --- | --- | --- | --- | ------ | --------- |
| 2023 | AMR23 P           | Mercedes-AMG F1 M14 E Performance |                 | BHR | SAR | AUS | AZE | MIA | MON | SPA | CAN | OOS | GBR | HON | BEL | NED | ITA | SIN | JPN | QAT | VST | MXS | SAP | LSV | ABU | 280    | 5         |
| 2023 | AMR23 P           | Mercedes-AMG F1 M14 E Performance | Fernando Alonso | 3   | 3   | 3   | 64  | 3   | 2   | 7   | 2   | 5   | 7   | 9   | 5   | 2S  | 9   | 15  | 8   | 86  | DNF | DNF | 3   | 9   | 7   | 280    | 5         |
| 2023 | AMR23 P           | Mercedes-AMG F1 M14 E Performance | Lance Stroll    | 6   | DNF | 4   | 87  | 12  | DNF | 6   | 9   | 49  | 14  | 10  | 9   | 11  | 16  | WD  | DNF | 11  | 7   | 17† | 5   | 5   | 10  | 280    | 5         |

- † Uitgevallen maar wel geklasseerd omdat er meer dan 90% van de raceafstand werd afgelegd.